# Berenguer Durfort
Berenguer Durfort, fue un ciudadano catalán perteneciente a la burguesía del reino de Aragón en el siglo XIII. Procedente de uno de los linajes que conformaban la oligarquía barcelonesa, miembro de una poderosa familia de mercaderes, participó en la cruzada contra la isla de Mallorca llevada a cabo por Jaime I de Aragón en 1229. Siguiendo el proceder de Jaime I, que otorgaba cargos de importancia a aquellos que le habían ayudado económicamente o a cambio de servicios prestados, fue nombrado alcalde de la recién conquistada en esas fechas Palma de Mallorca, convirtiéndose así en el primero en ostentar este cargo en la isla Balear. Contando con la confianza del monarca aragonés, fue posteriormente nombrado por éste concejal de Barcelona, junto a Guillem de Lacera, Jaume Gerard y Arnau de Sanahuja, por una simple carta que emitió el 7 de abril de 1249, donde los autorizaba a los cuatro como magistrados municipales a elegir consejeros o asesores para que procurasen la utilidad de la ciudad.